# Heinrich Fröhle
Gerhard Heinrich Fröhle (* 25. Oktober 1879 in Bünne; † 20. Juni 1966 in Hammel) war ein deutscher Landwirt und Politiker (Zentrum).

## Leben

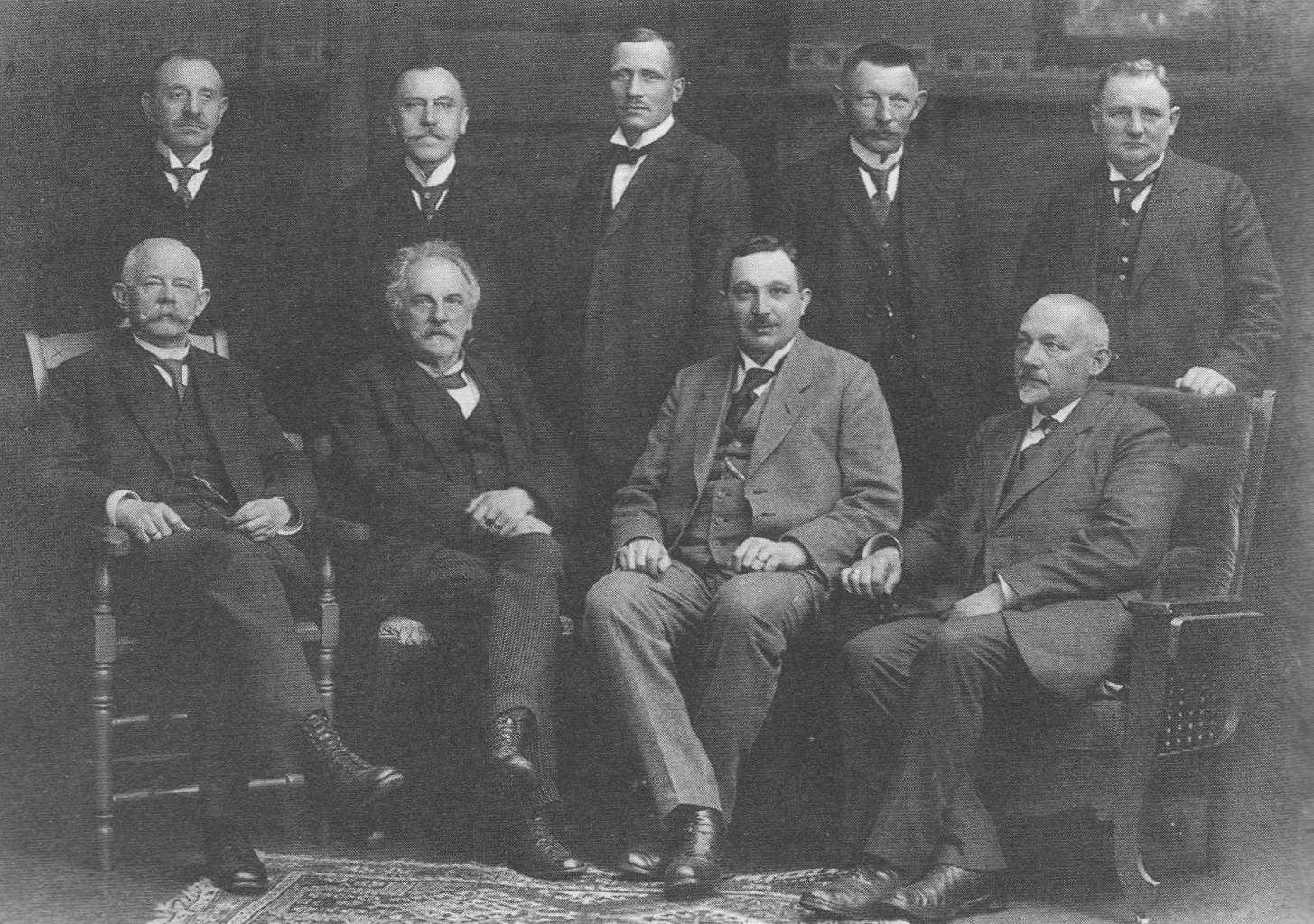
Dritter sitzend von links, Zentrumsfraktion im Landtag Oldenburg

Heinrich Fröhle, der katholischer Konfession war, war verheiratet und hatte acht Kinder. Er lebte als Landwirt in Hammel. Nach 1918 wurde er Vorsitzender der landwirtschaftlichen Bezugs- und Absatzgenossenschaft in Lastrup und Ausschussmitglied des Südoldenburger Bauernvereins. Er war Vorsitzender des Zentrums und Gemeinderatsmitglied in Lastrup.
Von 1919 bis 1928 war er für seine Partei Abgeordneter im Oldenburgischen Landtag. Im November 1930 rückte er für Bernhard Eckholt erneut in den Landtag nach und blieb bis 1932 Abgeordneter. In der ganzen Zeit als Abgeordneter war er Mitglied des Verwaltungsausschusses. Von 1925 bis 1928 fungierte er auch als Mitglied im Vertrauensmänner-Ausschuss.
Nach der Machtergreifung der Nationalsozialisten 1933 verlor er alle Ehrenämter. Im Kreuzkampf 1936 führte er die 80-köpfige Protestgruppe von Lastrup nach Oldenburg. Von 1941 bis 1945 war er Bezirksbauernführer im Reichsnährstand. Im August 1944 wurde gegen ihn ein Haftbefehl erlassen. Obwohl der Bürgermeister und der Ortsbauernführer dagegen protestierten, wurde er verhaftet und im Februar 1945 in das Strafgefangenenlager VII verlegt.